# Vincenzo Coffani

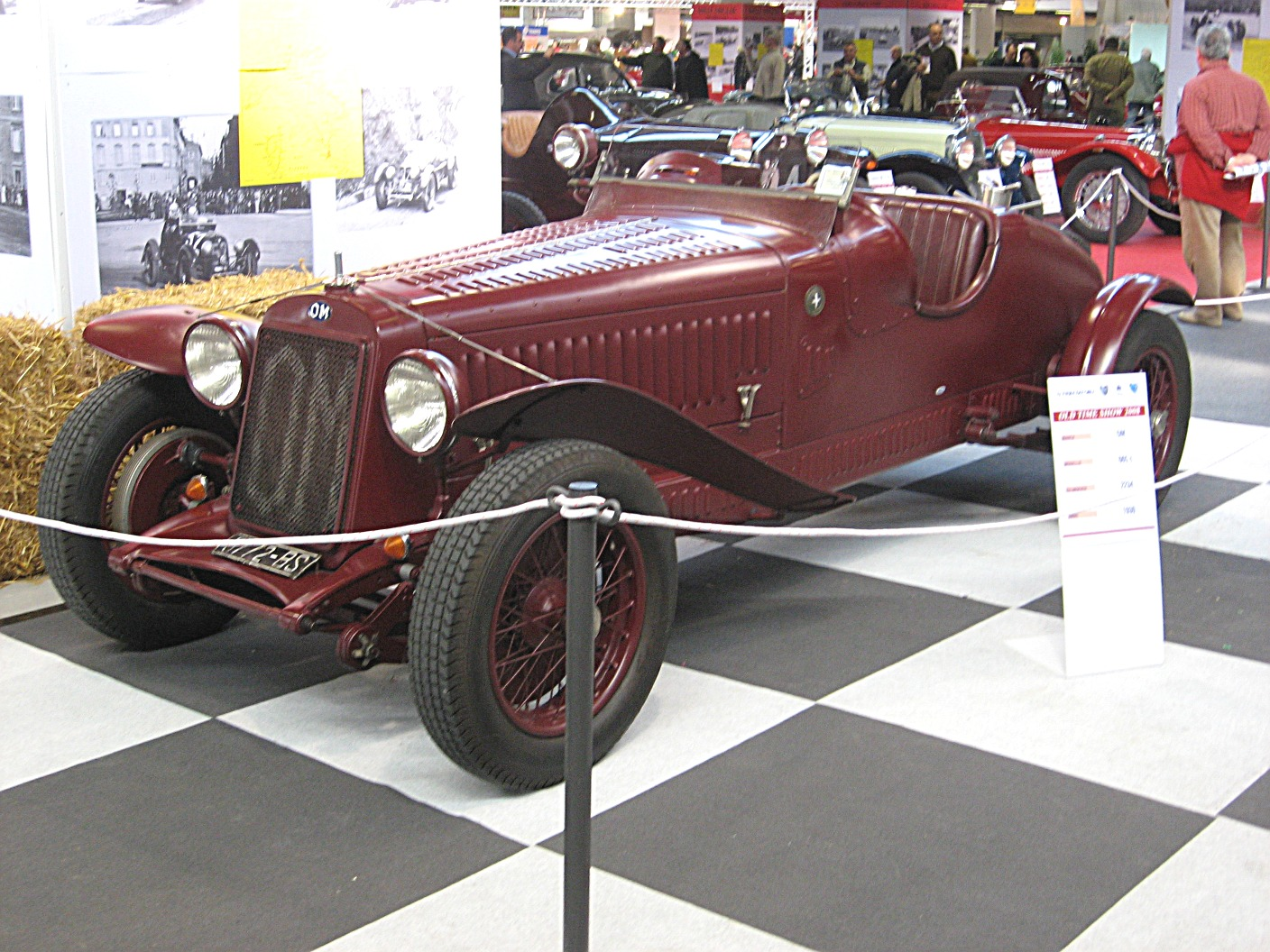
OM 665 Superba wie ihn Vincenzo Coffani beim 24-Stunden-Rennen von Le Mans 1925 fuhr

Angelo Vincenzo Coffani (* 1892 in Castiglione delle Stiviere; † 20. Juni 1936 in Brescia) war ein italienischer Autorennfahrer.

## Karriere als Rennfahrer
Der vom Motorsport begeisterte Coffani war Test- und Werkspilot bei OM in Brescia. Er war verheiratet und hatte zwei Kinder. 1936 verstarb er wenige Monate vor der Geburt seines zweiten Sohnes an einem Tumor.
1924 gewann er auf OM die Coppa delle Alpi, ein 3000 km langes Automobilrennen durch die Alpen, und 1925 und 1926 die Coppa Biennale für Mannschaften.
Vincenzo Coffani war 1925 Teampartner von Ferdinando Minoia beim 24-Stunden-Rennen von Le Mans. Coffani und Minoia bestritten das Rennen auf einem Werks-OM 665 Superba, der nach einem Defekt in einer frühen Phase des Rennens ausfiel. 
Dreimal startete er bei der Mille Miglia, wo sein bestes Ergebnis im Endklassement der siebte Rang 1930 war.

## Statistik

### Le-Mans-Ergebnisse
| Jahr | Team                | Fahrzeug             | Teamkollege       | Platzierung | Ausfallgrund |
| ---- | ------------------- | -------------------- | ----------------- | ----------- | ------------ |
| 1925 | Officine Meccaniche | OM Tipo 665S Superba | Ferdinando Minoia | Ausfall     | Radlager     |